# Tim Matheson
Tim Matheson is de artiestennaam van de Amerikaanse acteur Timothy Lewis Matthieson (Glendale, 31 december 1947). Hij werd in zowel 2002 als 2003 genomineerd voor een Emmy Award voor zijn wederkerende gastrol als vicepresident John Hoynes in de dramaserie The West Wing.

## Biografie
Matheson was sinds 1961 te zien met eenmalige en wederkerende rolletjes van een paar afleveringen in verschillende televisieseries, voordat hij in 1967 debuteerde op het witte doek als Mark Harmon in de komedie Divorce American Style. Dat was voor hem de eerste van meer dan dertig bioscoopfilms. Vaker nog was hij te zien op het televisiescherm. Matheson speelde van en inclusief de fantasy-komedie Thompson's Ghost uit 1966 in ruim zestig televisiefilms. Daarnaast gaf hij gestalte aan wederkerende personages in meer dan honderd afleveringen van verschillende televisieseries. Hij had eenmalige gastrollen in ruim 35 andere series, zoals Adam-12, Ironside, Kung Fu, Hawaii Five-O, The King of Queens, Without a Trace, Ed, Shark en Entourage.
Matheson probeerde in 1984 voor het eerst te regisseren met een aflevering van St. Elsewhere. In de jaren negentig kroop hij opnieuw in het regiestoeltje om een paar televisiefilms te maken. Sinds 2003 regisseert hij regelmatig, met name losse of enkele afleveringen van televisieseries, zoals The Twilight Zone, Third Watch, Cold Case, Numb3rs, Las Vegas, Traveler, Criminal Minds en Dirty Sexy Money. Na Mathesons zevende televisiefilm als regisseur (True Confessions of a Hollywood Starlet) in 2008, regisseerde hij in 2009 de direct-naar-dvd-productie Behind Enemy Lines: Colombia, het tweede vervolg op Behind Enemy Lines (2001).
Matheson trouwde in 1985 met Megan Murphy Matheson, zijn tweede echtgenote. Samen met haar kreeg hij in 1987 dochter Molly, in 1988 dochter Emma en in 1994 zoon Cooper. Hij was eerder getrouwd met Jennifer Leak (1968-1971), die als het personage Colleen North  met hem in Yours, Mine and Ours speelde.

## Filmografie
*Exclusief 55+ televisiefilms
| - American Pie Presents: The Book of Love (2009) - Behind Enemy Lines: Colombia (2009) - Redline (2007) - Magnificent Desolation: Walking on the Moon 3D (2005 - stem) - Don't Come Knocking (2005) - Where Are They Now?: A Delta Alumni Update (2003) - Van Wilder (2002) - Chump Change (2000) - Sharing the Secret (2000, televisiefilm) - The Story of Us (1999) - She's All That (1999) - A Very Unlucky Leprechaun (1998) - A Very Brady Sequel (1996) - Midnight Heat (1996) - Black Sheep (1996) - Buried Secrets (1996, televisiefilm) - Drop Dead Fred (1991) - Sometimes They Come Back (1991, televisiefilm) - Solar Crisis (1990) | - Body Wars (1989) - Speed Zone! (1989) - Fletch (1985) - Impulse (1984) - Up the Creek (1984) - The House of God (1984) - To Be or Not to Be (1983) - A Little Sex (1982) - 1941 (1979) - The Apple Dumpling Gang Rides Again (1979) - Dreamer (1979) - Almost Summer (1978) - Animal House (1978) - The Captive: The Longest Drive 2 (1976) - Magnum Force (1973) - How to Commit Marriage (1969) - Yours, Mine and Ours (1968) - The Mystery of the Chinese Junk (1967) - Divorce American Style (1967) |

## Televisieseries
*Exclusief eenmalige gastrollen
- Virgin River - Doc Vernon Mullins (2019-)
- Fast & Furious Spy Racers - General Dudley (2019-2020, vier afleveringen - stem)
- Burn Notice - Larry Sizemore (2008-2010, twee afleveringen)
- The West Wing - Vice President John Hoynes (1999-2006, negentien afleveringen)
- Wolf Lake - Sheriff Matthew Donner (2001-2002, tien afleveringen)
- Batman - D.A. Gil Mason (1993, twee afleveringen - stem)
- Charlie Hoover - Charlie Hoover (1991, zeven afleveringen)
- Just in Time - Harry Stadlin (1988, zes afleveringen)
- Tucker's Witch - Rick Tucker (1982-1983, twaalf afleveringen)
- The Quest - Quentin Beaudine (1976, vijftien afleveringen)
- Bonanza - Griff King (1972-1973, twaalf afleveringen)
- The Virginian - Jim Horn (1969-1970, 24 afleveringen)
- Space Ghost - Jace (1966, tien afleveringen - stem)
- Jonny Quest - Jonny Quest (1964-1965, 26 afleveringen - stem)
- Leave It to Beaver - Michael 'Mike' Harmon (1962-1963, twee afleveringen)

- Biblioteca Nacional de España: XX1066884
- Bibliothèque nationale de France: cb14033993c (data)
- Gemeinsame Normdatei: 1061922596
- International Standard Name Identifier: 0000 0000 6302 5839
- Library of Congress Control Number: n92097141
- Nationale Bibliotheek van Tsjechië: xx0164585
- Nationale Bibliotheek van Israël: 987007344391405171
- Nederlandse Thesaurus van Auteursnamen: 110985389
- SNAC: w6s88f8q
- Système universitaire de documentation: 163073996
- Trove: 1448474
- Virtual International Authority File: 64206349
- WorldCat: E39PBJfRFytdJbRtjbxBwkQH4q